# Кръсто Лачев
Кръсто К. Лачев – Горушански е български общественик и революционер, деец на Вътрешната македоно-одринска революционна организация и на Вътрешната македонска революционна организация.

## Биография
Кръсто Лачев е роден в Костурско, тогава в Османската империя, днес в Гърция. Присъединява се към македонското революционно движение.
На 30 ноември 1924 година влиза в ръководството на Костурското благотворително братство в София.
По-късно е задграничен представител на ВМРО в София, а след убийството на Александър Протогеров през 1928 година застава на страната на протогеровистите, но е заставен да подпише писмо, с което се отказва от по-нататъшна революционна дейност.